# Ярошувка (Нижньосілезьке воєводство)
Ярошувка (пол. Jaroszówka) — село в Польщі, у гміні Хойнув Леґницького повіту Нижньосілезького воєводства.
Населення — 279 осіб (2011).

## Демографія
Демографічна структура станом на 31 березня 2011 року:
|          | Загалом | Допрацездатний вік | Працездатний вік | Постпрацездатний вік |
| -------- | ------- | ------------------ | ---------------- | -------------------- |
| Чоловіки | 135     | 22                 | 101              | 12                   |
| Жінки    | 144     | 26                 | 86               | 32                   |
| Разом    | 279     | 48                 | 187              | 44                   |